# 파벨스람모자이크꼬리쥐
파벨스람모자이크꼬리쥐(Melomys paveli)는 쥐과에 속하는 설치류의 일종이다. 인도네시아 스람섬 남부 해안에서만 발견된다. 한때 검은꼬리모자이크꼬리쥐(Melomys rufescens)의 아종의 간주되었지만 2005년 무세흐(Musser)와 칼레톤(Carleton)은 별도의 종으로 승격하여 기술했다. 국제 자연 보전 연맹(IUCN)은 파벨스람모자이크꼬리쥐에 대한 정보가 충분하지 않기 때문에 보전등급을 "정보부족종"으로 분류하고 있다.